# Onderverdeling van het Pleistoceen
| Erathem | Systeem  | Serie       | Sub-serie  | Super-etage    | Etage            | M.I.S.      | Tijd geleden (Ma) | M |
| --- | -------- | ----------- | ---------- | -------------- | ---------------- | ----------- | ----------------- | - |
| Cenozoïcum | Kwartair | Holoceen    | Holoceen   | Holoceen       |                  | 1           | 0 - 0,0115        |   |
| Cenozoïcum | Kwartair | Pleistoceen | Laat       | (onbenoemd)    | Weichselien      | 2-5d        | 0,0115 - 0,116    |   |
| Cenozoïcum | Kwartair | Pleistoceen | Laat       | (onbenoemd)    | Eemien           | 5e          | 0,116 - 0,128     |   |
| Cenozoïcum | Kwartair | Pleistoceen | Midden     | (onbenoemd)    | Saalien          | 6           | 0,128 - 0,238     |   |
| Cenozoïcum | Kwartair | Pleistoceen | Midden     | (onbenoemd)    | Oostermeer       | 7           | 0,238 - 0,243     |   |
| Cenozoïcum | Kwartair | Pleistoceen | Midden     | (onbenoemd)    | onbenoemd        | 8           | 0,243 - 0,324     |   |
| Cenozoïcum | Kwartair | Pleistoceen | Midden     | (onbenoemd)    | Belvédère 1      | 9           | 0,324 - 0,338     |   |
| Cenozoïcum | Kwartair | Pleistoceen | Midden     | (onbenoemd)    | onbenoemd        | 10          | 0,338 - 0,386     |   |
| Cenozoïcum | Kwartair | Pleistoceen | Midden     | (onbenoemd)    | Holsteinien1     | 11          | 0,386 - 0,418     |   |
| Cenozoïcum | Kwartair | Pleistoceen | Midden     | (onbenoemd)    | Elsterien        | 12          | 0,418 - 0,465     |   |
| Cenozoïcum | Kwartair | Pleistoceen | Midden     | Cromerien      | Noordbergum1     | 13          |                   |   |
| Cenozoïcum | Kwartair | Pleistoceen | Midden     | Cromerien      | Glaciaal C       | 14          |                   |   |
| Cenozoïcum | Kwartair | Pleistoceen | Midden     | Cromerien      | Rosmalen         | 15          |                   |   |
| Cenozoïcum | Kwartair | Pleistoceen | Midden     | Cromerien      | onbenoemd        | 16          |                   |   |
| Cenozoïcum | Kwartair | Pleistoceen | Midden     | Cromerien      | Cromerian 'type' | 17 ?        |                   |   |
| Cenozoïcum | Kwartair | Pleistoceen | Midden     | Cromerien      | Glaciaal B       | 18          |                   |   |
| Cenozoïcum | Kwartair | Pleistoceen | Midden     | Cromerien      | Westerhoven      | 19          |                   |   |
| Cenozoïcum | Kwartair | Pleistoceen | Midden     | Cromerien      | Glaciaal A       | 20 ?        |                   |   |
| Cenozoïcum | Kwartair | Pleistoceen | Midden     | Cromerien      | Waardenburg      | 21 ?        |                   |   |
| Cenozoïcum | Kwartair | Pleistoceen | Vroeg      | Cromerien      | Waardenburg      | 21 ?        |                   |   |
| Cenozoïcum | Kwartair | Pleistoceen | Bavelien   | Dorst          | 22 ?             | 0,85 - 1,07 |                   |   |
| Cenozoïcum | Kwartair | Pleistoceen | Bavelien   | Leerdam        |                  |             |                   |   |
| Cenozoïcum | Kwartair | Pleistoceen | Bavelien   | Linge          |                  |             |                   |   |
| Cenozoïcum | Kwartair | Pleistoceen | Bavelien   | Bavel          | 26/28?           | 0,96 - 1,03 |                   |   |
| Cenozoïcum | Kwartair | Pleistoceen | Bavelien   | Bavel          | 26/28?           | 0,96 - 1,03 |                   |   |
| Cenozoïcum | Kwartair | Pleistoceen | Menapien   | diverse etages |                  |             |                   |   |
| Cenozoïcum | Kwartair | Pleistoceen | Waalien    | Wa-C           |                  |             |                   |   |
| Cenozoïcum | Kwartair | Pleistoceen | Waalien    | Wa-B           |                  |             |                   |   |
| Cenozoïcum | Kwartair | Pleistoceen | Waalien    | Wa-A           |                  |             |                   |   |
| Cenozoïcum | Kwartair | Pleistoceen | Eburonien  | diverse etages |                  |             |                   |   |
| Cenozoïcum | Kwartair | Pleistoceen | Tiglien    | T-C5/6         |                  | 1,80 -      |                   |   |
| Cenozoïcum | Kwartair | Pleistoceen | Tiglien    | T-C4           | 68?              |             |                   |   |
| Cenozoïcum | Kwartair | Pleistoceen | Tiglien    | T-1/3          |                  |             |                   |   |
| Cenozoïcum | Kwartair | Pleistoceen | Tiglien    | T-B            |                  |             |                   |   |
| Cenozoïcum | Kwartair | Pleistoceen | Tiglien    | T-A            |                  |             |                   |   |
| Cenozoïcum | Kwartair | Pleistoceen | Pretiglien | onbenoemd      | 96               | 2,40 -      |                   |   |
| Cenozoïcum | Kwartair | Pleistoceen | Pretiglien | onbenoemd      | 97               |             |                   |   |
| Cenozoïcum | Kwartair | Pleistoceen | Pretiglien | onbenoemd      | 98               |             |                   |   |
| Cenozoïcum | Kwartair | Pleistoceen | Pretiglien | onbenoemd      | 99               |             |                   |   |
| Cenozoïcum | Kwartair | Pleistoceen | Pretiglien | onbenoemd      | 100              | - 2,588     |                   |   |
| Cenozoïcum | Neogeen  | Plioceen    | Laat       | Reuverien      | Reuverien-C      |             | 2,588 -           |   |
| Indeling van het Pleistoceen (NW Europa) P = paleomagnetisme; zwart: huidig 'normaal' aardmagnetisch veld, wit: omgekeerd aardmagnetisch veld. 1 Over de positie van deze etages bestaat geen overeenstemming: Belvédère zou hetzelfde zijn als Holsteinien en overeenkomen met MIS 9, Noordbergum zou overeenkomen met MIS 11. Het Elsterien komt in deze zienswijze overeen met MIS 10. Uitleg gebruikte stratigrafische terminologie (kopregel) Blauw: Koud - Roze: Warm (Etage kolom) |          |             |            |                |                  |             |                   |   |

Het geologisch tijdvak Pleistoceen is als serie de onderste onderverdeling van het systeem Kwartair. Het Pleistoceen duurde van 2,588 tot 0,0115 Ma. Het volgt op het Neogeen, wordt opgevolgd door het Holoceen en is onderverdeeld in ongeveer 40 etages.